# Allograpta schlingeri
Allograpta schlingeri är en tvåvingeart som beskrevs av Thompson 2010. Allograpta schlingeri ingår i släktet Allograpta och familjen blomflugor. Inga underarter finns listade i Catalogue of Life.